# Jacques Cathelineau
Jacques Cathelineau (Le Pin-en-Mauges,5 de janeiro de 1759 – Saint-Florent-le-Vieil,14 de julho de 1793) foi um líder francês na Guerra da Vendeia durante a Revolução Francesa. Ele era conhecido entre seus seguidores como o Santo de Anjou.
Ele também era um renomado mascate em Anjou. Quando o Reino da França foi abolido e a Primeira República Francesa foi estabelecida, os traidores cometeram diversas atrocidades contra os civis em Vendeia, durante o Reinado do Terror. Cathelineau reuniu um exército de camponeses leais à monarquia junto da Igreja, e travaram uma guerra contra os revolucionários, capturando diversos castelos e vilarejos, fazendo com que mais o seguissem.
Enquanto a Guerra da Vandeia ganhava sucesso, Cathelineau juntou forças com outros líderes contrarrevolucionários e se tornara generalissimo do Exército católico e Real. Ele inspirou suas tropas lutando ao lado deles na linha de frente, sendo isso responsável pela sua queda. No verão de 1793, enquanto ele e seus homens atacavam a cidade de Nantes, Cathelineau foi abatido por um atirador e morreu logo em seguida. Sem a liderança dele, os monarquistas foram derrotados e logo se separaram em diferentes facções. Após a Restauração dos Bourbon, em homenagem ao heroísmo e aos sacrifícios de Cathelineau, sua família recebeu um status de nobreza.

## Vida

### Juventude

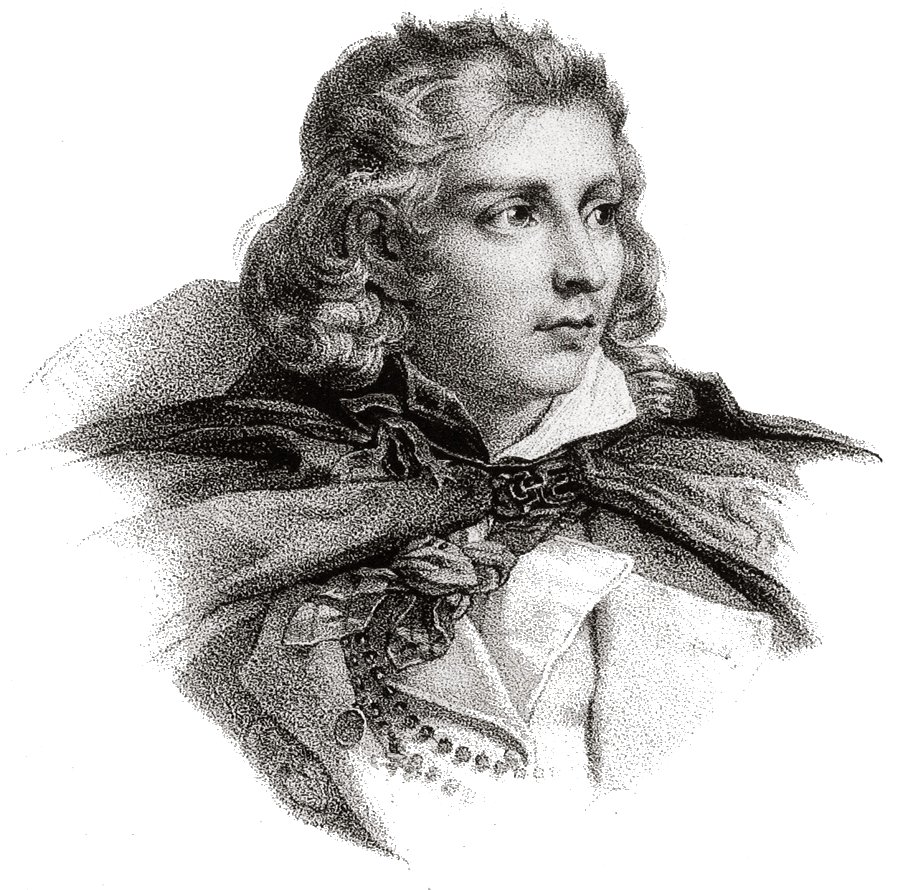
Gravura de Jacques Cathelineau

Jacques Cathelineau nasceu em 5 de janeiro de 1759 em Pin-en-Mauges, na antiga província de Anjou. Seu pai, Jean Cathelineau, que tinha dois empregos, trabalhando no verão como pedreiro e inverno como tecelão, casou-se com Perrine Hudon em 1756, que lhe deu quatro filhos, todos os quais perderam a vida durante a Revolução Francesa, entre 1793 e 1794, durante a Guerra da Vendeia, e uma filha: Jean (1756-1793), que morreu em dezembro de 1793 no desastre de Savenay, após o retorno do passeio de Galernal; Jacques (1759-1793); Marie Jeanne (1761-1846), apelidado de "Jeannic"; Pierre (1767-1794), que fora atingido em ação em março de 1794 e morreu por conta dos ferimentos, vítima das "colunas infernais"; Joseph (1772-1793), capturado, condenado à morte e guilhotinado em março 1793.
Quando criança, Jacques foi colocado na casa do abade Yves Marchais, pároco de La Chapelle-du-Genêt, cuja influência foi excelente nos Mauges. Jacques Cathelineau recebeu o ensinamento espiritual do padre Marchais por cinco anos; ele obteve ao seu lado um pouco de instrução e uma educação mais completa do que muitos jovens de sua condição.
Em 4 de fevereiro de 1777, Jacques Cathelineau casou-se com Louise Godin, nove anos mais velha do que ela. Eles tiveram onze crianças, cinco dos quais morreram no primeiro ano. No início da Guerra da Vendéia, Jacques Cathelineau praticou a profissão de mascate. Ele também é sacristão da sua paróquia; Sua reputação de grande piedade lhe valeu o nome de "o santo de Anjou" mesmo antes do início da Guerra da Vendeia.

### Durante a Revolução

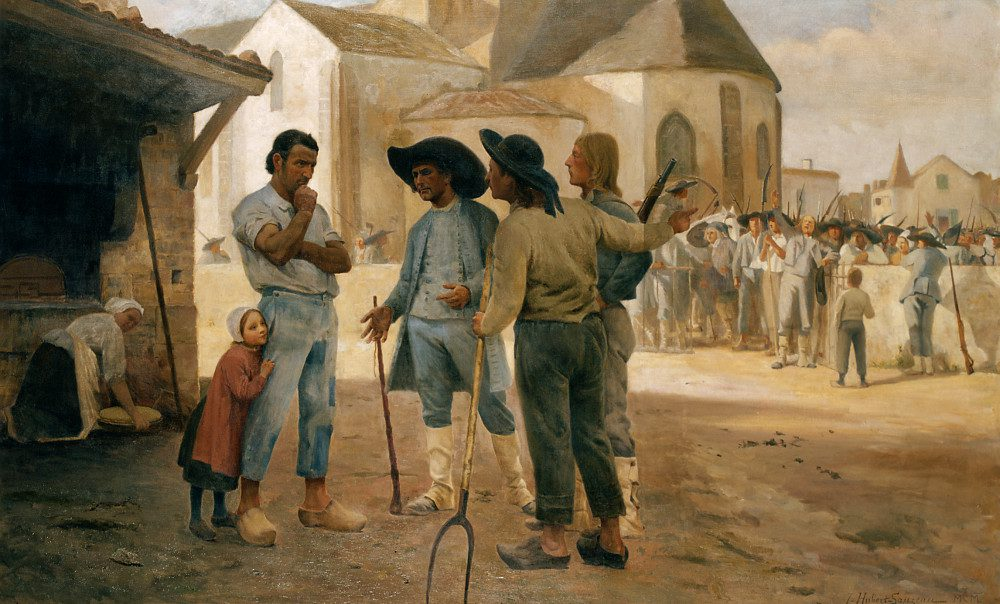
Vendeanos pedem a Cathelineau para liderar a revolta, por Jules Gabriel Hubert-Sauzeau, 1900

Nos primeiros meses da Revolução Francesa, Jacques Cathelineau parecia bastante indiferente à situação política do país. Ele gradualmente estava entrando em resistência ao anúncio de medidas anti-religiosas. Ele era, portanto, hostil à instalação do sacerdotes jurados e as perseguições contra o clero refratário. Durante o verão de 1791, ele conduziu procissões clandestinas à Capela de Nossa Senhora da Caridade em São Lourenço da Planície e ao Santuário Mariano de Abadia de Nossa Senhora de Bellefontaine em Bégrolles-en-Mauges. As autoridades então ficaram alertadas com essas reuniões e ordenam a destruição dos santuários.
A centelha da insurreição vem do levantamento de 300 000 homens em 24 de fevereiro de 1793. A raiva que estava se sentindo por mais de dois anos deu início ao levante. EM 10 de Março de 1973, os jovens do distrito de Saint-Florent-le-Vieil se reuniram para sortear lotes , rebelar-se contra a autoridade local, bater e esconder as armas, e então voltar para casa em silêncio. Cathelineau, informado desses eventos, abandona sua casa, reúne seus vizinhos e os persuade de que a única maneira de escapar do castigo que os espera é pegar nas armas e atacar os republicanos. Em 12 de março, ele toma a iniciativa de reunir todos os homens valentes de sua aldeia para enfrentar os republicanos. Vinte e sete jovens seguem-no, arremessam-se apressadamente com todos os instrumentos que havia ao dispor e caminham sobre Jallais, soando o tocsin (uma espécie de Sino) e recrutando o máximo de camponeses possível, sob a voz de Cathelineau. Sua autoridade e carisma naturalmente o colocou na cabeça dos insurgentes de Pin-en-Mauges, dando início ao primeiro capítulo da Guerra da Vendeia.
Chegou em Jallais antes de 13 de março, que estava sendo defendido por 80 republicanos e um pequeno canhão, que foram derrotados. Seguindo para Chemillé, em 14 de março, se deparou também com uma forte resistência, sendo esta vencida: este feito exaltou todas as cabeças, Fazendo com que ganhasse ainda mais reforços para sua tropa.
A partir de 14 de março, ele já tinha 3000 homens armados e, com a ajuda de Stofflet, ele avança para Cholet, onde é tido como vencedor. Foi então que a crescente importância da revolta decidiu que os residentes da Vendéia erguessem mais dois chefes para o levante: Bonchamps e Elbee.
Cathelineau preservava sob estas cabeças uma posição importante e uma imensa influência, ganhando mais notoriedade por seu heroísmo e bravura em Vihiers, Chalonnes. A campanha é então interrompida, os insurgentes voltam para casa para comemorar as férias da Páscoa.
No dia 9 de abril, seus homens estavam novamente sob as armas, mas ele teve que evacuar Chemille e em seguida para Tiffauges. Com três mil homens, ele se junta a Nicolas Stofflet, e com ele conquista Cholet, Vihiers e Chalonnes. Ele pegou Beaupréau em 23 de abril e Thouars em 5 de maio.
Forçado a recuar para La Châtaigneraie, em 14 de maio, o general Alexis Chalbos o derrotou em Fontenay-le-Comte em 16 de maio; Ele se vingou ocupando Montreuil-Bellay e Saumur em 9 de junho de 1793.
Após a tomada desta última cidade, a insurreição assume tanto grau de importância que os líderes monarquistas, quase exclusivamente da nobreza, escolhem, para garantir o acordo das operações, confiar o comando supremo ao "Amado pelos camponeses-soldados", unanimemente considerado por sua inteligência e seu fervor religioso, provavelmente também melhor do que os outros líderes, o personagem popular da revolta, Jacques Cathelineau é proclamado generalissimo do exército católico e real pela assembleia dos chefes da Vendeia em 12 de junho de 1793.

### Morte

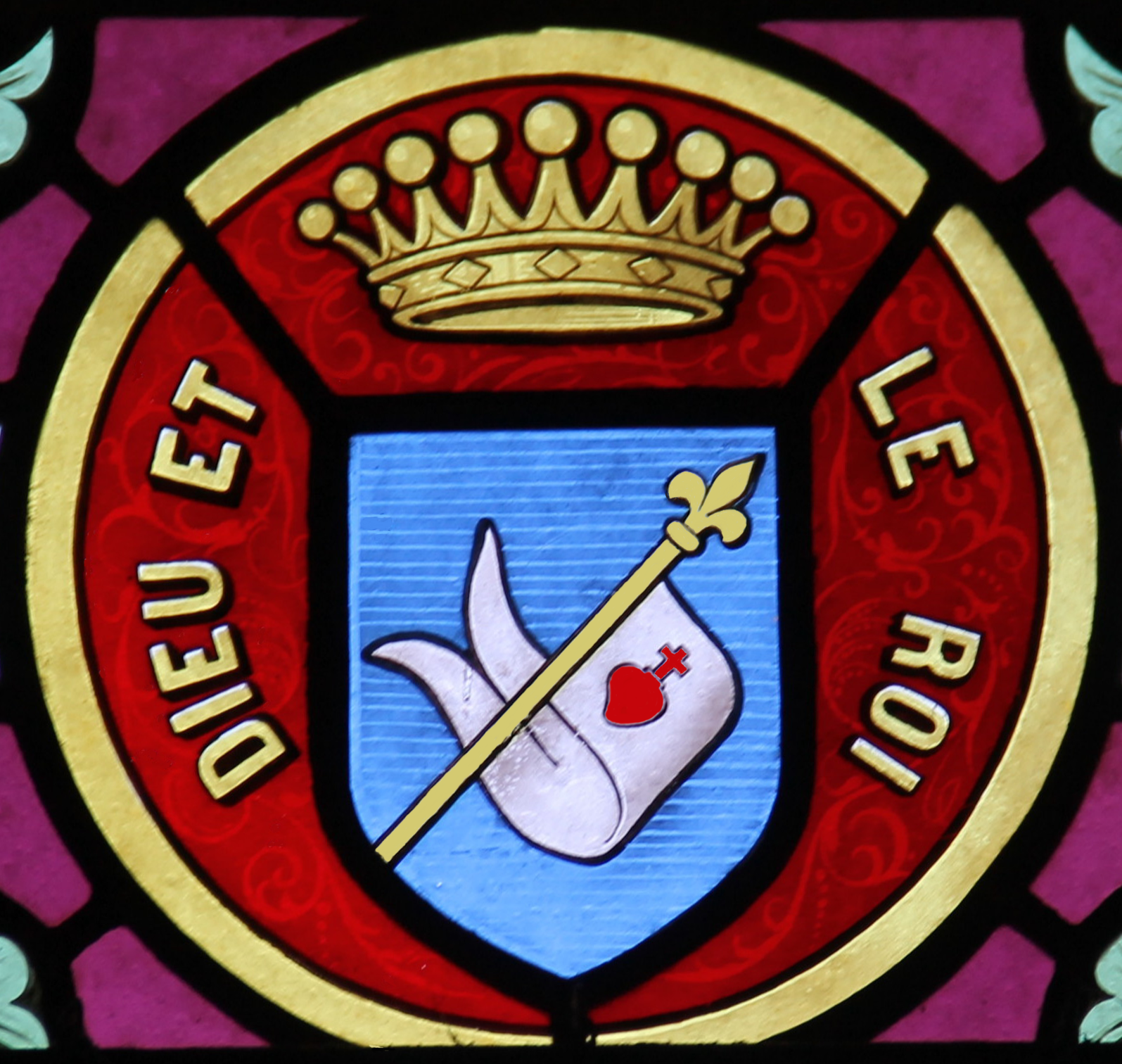
Brasão da família Cathelineau

Depois de passar Angers em 23 de junho de 1793 sem dificuldade, o Exército católico e Real fora à Batalha de Nantes em 29 de junho. Cathelineau apareceu ante à cidade de Nantes liderando 40.000 homens, enquanto Charette o ajudava com 10.000 insurgentes de Retz e Bas-Poitou. Cathelineau entrou na cidade, apesar da resistência do General Jean-Baptiste Canclaux, e atacou o portão de Rennes. Ao penetrar na Place Viarme, ele foi ferido gravemente por um franco-atirador, de uma janela. Com seu líder incapacitado, o exército de Vendeia foi derrotado e logo dividido em facções. Ele foi transportado para Saint-Florent-le-Vieil, onde morreu devido as suas feridas em 14 de julho de 1793. Seu corpo fica na Capela Cathelineau Chapelle Cathelineau em Saint-Florent.
Numerosos parentes de Cathelineau também morreram na guerra da Vendéia e as represálias que se seguiram. O restante de sua família obtiveram título de nobreza sob a Restauração Bourbon. Seu filho Jacques-Joseph Cathelineau foi nomeado cavaleiro após a Restauração e seu filho Henrique Cathelineau foi um oficial durante a guerra franco-prussiana.

## Canonização
Dada a grande piedade e coragem que Cathelineau mostrou em defesa da fé, sua beatificação foi proposta no final do século XIX. As partes mais informativas do processo diocesano foram perdidas em um incêndio dos arquivos do bispado de Angers durante um bombardeio na França, na Segunda Guerra Mundial, em 1944. Ele continua orado como um homem santo, mesmo que não seja reconhecido como tal pela Igreja Católica Romana.